# Suze Orman
Pour les articles homonymes, voir Orman (homonymie).
Suze Orman, née le 5 juin 1951 à Chicago, est une animatrice de télévision et essayiste américaine spécialisée dans le conseil financier.

## Biographie

### Jeunesse
Suze Orman naît à Chicago dans une famille d'immigrants juifs venus de Russie. Elle étudie le travail social à l'université de l'Illinois à Urbana-Champaign, qu'elle quitte sans avoir obtenu son Bachelor of Arts,.
En 1973, elle s'établit en Californie. Durant six ans, elle subvient à ses besoins en exerçant le métier de serveuse. Elle rêve d'ouvrir un restaurant et demande l'aide de ses parents, qui refusent de lui prêter les 20 000 dollars dont elle a besoin. Les habitués du café dans lequel elle travaille se cotisent et réunissent la somme de 50 000 dollars. Orman contracte auprès d'eux un prêt sans intérêt sur dix ans. Ils lui conseillent d'ouvrir un compte titre chez Merrill Lynch, mais l'un des courtiers de la banque la convainc d'investir l'argent sur le marché boursier, où elle finit par tout perdre,.

### Carrière professionnelle
Orman suit une formation financière à Merrill Lynch, puis est employée comme courtier par la banque d'investissement. En 1983, elle est recrutée par Prudential Securities, filiale de services financiers de Prudential Financial. Elle accède au poste de vice-présidente. En 1987, Suze Orman ouvre sa société de conseiller financier.

### Ouvrages
Ses premiers ouvrages paraissent au milieu des années 1990. You've Earned It, Don't Lose It, The Nine Steps to Financial Freedom et The Courage to Be Rich sont des succès de librairie, vendus chacun à plus d'un million d'exemplaires. Le second figure durant une année entière dans la liste des meilleures ventes établie par le New York Times.

### Télévision
Depuis le début des années 2000, elle présente The Suze Orman Show, un programme économique hebdomadaire diffusé par la chaîne CNBC, spécialisée dans les nouvelles financières. L'émission est récompensée aux Daytime Emmy Awards. Orman anime également Financial Freedom Hour sur QVC. Elle a présenté plusieurs émissions spéciales diffusées sur le réseau public PBS.
Ayant connu des débuts professionnels difficiles, elle met fréquemment en avant son parcours personnel pour convaincre chaque citoyen que le succès financier est à la portée de chacun.

## Vie personnelle
Suze Orman soutient le Parti démocrate et la politique du président Barack Obama. Elle défend également la cause des homosexuels. Elle effectue son coming out en 2007 et révèle qu'elle vit en couple avec une femme depuis plusieurs années.

## Scandale et controverse
La grande exposition médiatique de Suze Orman lui a permis d'escroquer des centaines de personnes en leur proposant des cartes bancaires prépayées avec des frais exorbitants. Le service a finalement été fermé le 1er juillet 2014.